# Municipio de Hopewell (condado de York)
El municipio de Hopewell (en inglés: Hopewell Township) es un municipio ubicado en el condado de York en el estado estadounidense de Pensilvania. En el año 2000 tenía una población de 5,062 habitantes y una densidad poblacional de 72 personas por km².

## Geografía
El municipio de Hopewell se encuentra ubicado en las coordenadas 39°44′00″N 76°32′59″O / 39.73333, -76.54972.

## Demografía
Según la Oficina del Censo en 2000 los ingresos medios por hogar en la localidad eran de $60,692 y los ingresos medios por familia eran $63,931. Los hombres tenían unos ingresos medios de $42,784 frente a los $30,531 para las mujeres. La renta per cápita para la localidad era de $21,611. Alrededor del 4,1% de la población estaban por debajo del umbral de pobreza.